# Inspiration - Colors & Reflections
Inspiration - Colors & Reflections är ett album av den azeriska jazzartisten Aziza Mustafa Zadeh som släpptes år 2000.

## Låtlista
1. "Insomnia" - 8:02
2. "Insult" - 4.04
3. "Spanish Picture" (remix) - 4.31
4. "March (Vagif Month)" - 2.38
5. "Öz Allahina Düsmän" - 6.17
6. "Heartbeat" (uppgraderad version) - 7:37
7. "I am Blue" - 2:02
8. "Waiting for Aziza" - 5:54
9. "Vocalise" - 2:19
10. "Inspiration" - 5:03
11. "Vagif Prelude" - 3:37
12. "Bana Bana Gel - Bad Gal" (Radio Edit) - 7:56
13. "139 Colors of Sea" - 7:10
14. "Naje Sevim" - 8:20
15. "Night Interlude" - 2:39

## Musiker
- Aziza Mustafa Zadeh - flygel och sång
- Al Di Meola - gitarr
- Bill Evans - saxofon
- Stanley Clarke, Kai Eckhardt de Camargo, John Patitucci - bas
- Omar Hakim, Dave Weckl - trummor